# Colebank (Virginia Occidental)
Colebank es un área no incorporada ubicada dentro del Distrito Quinto, una división civil menor del condado de Preston, Virginia Occidental, Estados Unidos. Está catalogada como un asentamiento humano por la Junta de Nombres Geográficos de los Estados Unidos.
El número de identificación (ID) asignado por el Servicio Geológico de Estados Unidos es 1550765.

## Geografía
Se encuentra a una altitud de 441 metros sobre el nivel del mar (1447 pies) según el conjunto de datos de elevación nacional.